# Gustav III:s statskupp
Gustav III:s statskupp, äldre Gustav III:s statsvälvning, var en statskupp som genomfördes av Sveriges kung Gustav III i Stockholm, Kristianstad och Sveaborg den 19 augusti 1772, och ledde till införandet av 1772 års regeringsform. I korthet innebar detta att kungamakten stärktes, och en maktdelning mellan riksdag och konung kom till stånd igen efter Frihetstidens ständervälde.
I sin samtid kallades statskuppen för Revolutionen, vilket även var det namn som Gustav III använde.

## Bakgrund
Kungens pessimistiska uppfattning av Sveriges hotade läge i förhållande till Ryssland och hans upprördhet över det regerande Mösspartiets utrikespolitik var de djupast liggande motiven till statskuppen. Under 1771–72 års riksdag hade Gustav försökt stifta fred mellan de hårt stridande partierna, men blivit avvisad. Strax därefter mottog han i hemlighet uppmaningar från Frankrikes kung och utrikesminister att genomföra en statskupp. I sådant fall skulle kungen kunna räkna på kraftigt franskt bistånd.
Den som först gav kungens planer en mer bestämd riktning var överste Jacob Magnus Sprengtporten, som var ledare för en klubb med rojalistisk läggning. Klubben, som hette "Svenska botten", bestod huvudsakligen av adliga officerare som såg sina ståndsprivilegier hotade av det rådande partiet och kände tillvaron osäker genom ständernas godtyckliga ingrepp i befordringsväsendet, liksom genom de indragningar som drabbade försvarsverket.
Planen var att de stora garnisonerna på fästningarna Sveaborg och Kristianstad skulle vinnas för kungen och därefter gå mot Stockholm. Sprengtporten ansvarade för Sveaborg och överjägmästare Johan Christopher Toll biträdd av kapten Abraham Hellichius (som adlades Gustafschöld efteråt) för Kristianstad. Kungens bror, hertig Karl av Södermanland, befann sig samtidigt i Landskrona fästning. 
Det rörde sig alltså om en militärkupp, varvid man ämnade begagna sig av det allmänna missnöjet inom krigsmakten mot Mössorna. Men framför allt räknade revolutionsmännen på de adliga officerarnas förbittring över de ofrälse ståndens angrepp på deras privilegier. Däremot kände sig Sprengtporten och Toll inte lika säkra på att kungens mod skulle bestå provet i den avgörande stunden.

## Revolutionen börjar
De sammansvurna, kungatrogna, inledde upproret och i Stockholm gick kupplarmet tidigare än beräknat och order utfärdades till nio indelta regementen i landsorten att marschera mot Stockholm. Detta gjorde att Gustav III fick agera hastigt och personligen vinna Livgardet och Stockholms borgerskaps militärkårer över på sin sida. Dessa bägge truppers lojalitet var närmast att beteckna som neutral vis à vis regeringen.
Vid vaktparadens samling på Arsenalen (där Karl XII staty idag står) 19 augusti infann sig kungen tillsammans med ett stort antal officerare och underofficerare ur Livgardet. Han samtalade med flera livgardister och samtliga underofficerare och följde vaktparaden till fots till slottet där vaktskifte skedde. De på- och avgående vaktstyrkorna stod kvar under konserten. Kungen gick in i rapportsalen där han samlade samtliga officerare och sade:
| ”                                                  | Det är mig okärt, att jag måste säga Er mina Herrar, det steg jag idag måste taga; Ni har sett huru jag sökt vinna Nationens förening och Edert förtroende; Mitt Gardie har alltid varit mig troget, jag litar nu därpå, då fruckten af mitt bemödande är, att kanske innan aftonen min person är exponerad. | „ |
| – Carl Gustaf von Liewens minnesanteckningar 1772. | |   |

En tystnad utbröt i salen, innan en 24-årig löjtnant, Carl Gustaf von Liewen, tog till orda:
| ”                         | Vi våga lif och blod til Eders Kongl. Majts-tjenst! | „ |
| – Carl Gustaf von Liewen. |                                                     |   |

Därefter ropade de flesta av officerarna ja och kungen lyfte nu sin högra hand med två fingrar i vädret och avsvor sig enväldet, och därefter föreskrev han officerarna en försäkran som samtliga utom på- och avgående vaktcheferna kapten Fredrik Cederström och kapten baron Evert Vilhelm Taube gav, dessa två arresterades. Därefter samlades hela vaktstyrkan med musikkåren på den inre borggården, och kungen skickade iväg generalen greve Horn, överste Carl Constantin De Carnall, kapten von Hintzenstern och amiral Tersmeden till ordenssalarna där regimen var samlad till sammanträde, främst för att hindra dessa att ge sig iväg. På den inre borggården talade kungen till samtliga soldater och fick ed även av dem. Därefter arresterades rådet i ordenssalarna av kapten Carl Maurtiz Aminoff och en styrka ur Livgardet. Order från kungen om mobilisering av Livgardet (1 800 man) gick ut. Slottets portar låstes. Då regeringen var arresterad avgav även kaptenerna Cederström och baron Taube ed till kungen och deltog därefter i Livgardets aktiviteter.
Efter hand trupperna samlades på sina fasta larmplatser, intogs positioner vid Norrtull, på Södermalm och på Riddarhustorget. På eftermiddagen red kungen till Artillerigården där även artilleriregementet gav honom ed. Därefter red kungen till Skeppsholmen där flottan gjorde samma sak. Borgerskapets kavalleri mötte honom ute i staden under sin ryttmästare gulddragaråldermannen Oldenburg, och dessa utropade "Leve Konung Gustaf" och avgav ed även de. Kungen knöt en vit armbindel kring sin vänstra överarm för att symbolisera friheten och kuppen, och samtliga som slöt upp bakom kungen knöt därefter även sina näsdukar runt den vänstra armen. Denna armbindel blev sedan en del av den svenska officersuniformen, och användes fram till Gustav IV Adolfs avsättande 1809.
På den sena eftermiddagen ankom täten av Upplands regemente till Norrtull, där en bataljon av Livgardet mötte dem. Upplands regemente hade mobiliserats av regeringen tillsammans med åtta andra förband, att gå mot Stockholm och arrestera kungen. Då Upplands regementes förtrupp under löjtnant Elgenstierna och den gamle fänriken Normelin anlände till Norrtull mötte generalmajor Ramsay dem som var utsänd av kungen. Ramsay beordrade löjtnant Elgenstierna förklara läget för truppen, men löjtnanten vägrade. Fänrik Normelin gjorde det emellertid "med glädje" varpå även Upplands regemente avgav ed. Fänrik Normelin fick emellertid inte ta del av kungens belöningar.
På kvällen den 19 augusti var huvudstaden i kungens hand, utan att ett skott blivit avlossat. Trupperna från Sveaborg och Skåne anlände för sent för att direkt kunna påverka händelseförloppet. På gatorna sjöng kungens anhängare Carl Michael Bellmans Gustafs skål.

## Efterspel
Den 21 augusti samlades ständerna på kungens kallelse på rikssalen. Gustav höll ett strafftal över ständerna och avslutade med en försäkran om att det endast var självsvåldet men inte friheten han ville avskaffa. Han förmådde sedan ständerna att anta 1772 års regeringsform.
De arresterade blev efteråt frigivna. De "förhatliga och vederstyggliga" partinamnen Hattar och Mössor förbjöds. Alla politiska straffdomar blev upphävda, och Rosenkammaren och andra tortyrfängelser förstörda.
Budskapet om statskuppen mottogs överallt i landet som en befrielse. Lovisa Ulrika var stolt över sin son. Vid underrättelsen om statsvälvningen utbrast hon: "Se, vilken son jag har! Jag förlåter honom allt – det är min son!"
Från utlandet kom också gratulationer. Den franska kungen Ludvig XV, den spanska kungen Karl III och den österrikiska ärkehertiginnan Maria Teresia skickade alla sina lyckönskningar till Gustav III. 
Någon vecka efter statskuppen samlades Livgardet på Gustaf Adolfs torg (dåvarande Norrmalms torg). Kungen drack här sitt garde till i champagne. (Glaset finns ännu bevarat hos Svea Livgardes Officerskår.)
Kungen lät slå en medalj i silver och i guld, revolutionsmedaljen, att bäras i vitt band av alla officerare, manskap och borgare som stött honom.
Sprengtporten, som hade missat hela revolutionen, nådde fram till Stockholm först den 7 september. En halv mil utanför Skanstull mötte kungen upp och dubbade honom med dragen värja till kommendör av Svärdsorden. Även de övriga som vågat liv och ära för statskuppen belönades av kungen. Hellichius adlades med namnet Gustafschöld och befordrades till överste. Toll utnämndes till ryttmästare. En mängd officerare befordrades till högre grader. Gardets officerare avancerade samtliga två steg på en gång, så att fänrikarna blev kaptener, löjtnanterna majorer och så vidare. Underofficerarna kallades till Slottet på kungens födelsedag i januari 1773 och belönades förutom med medaljer också med livstidspensioner, manskapet med en dukat var.

## Bilder

Gustav III delade efter revolutionen ut minnen till deltagare som stöttat honom. Bland dessa flera så kallade Revolutionsringar, Livrustkammaren.
Revolutionsring, Livrustkammaren.
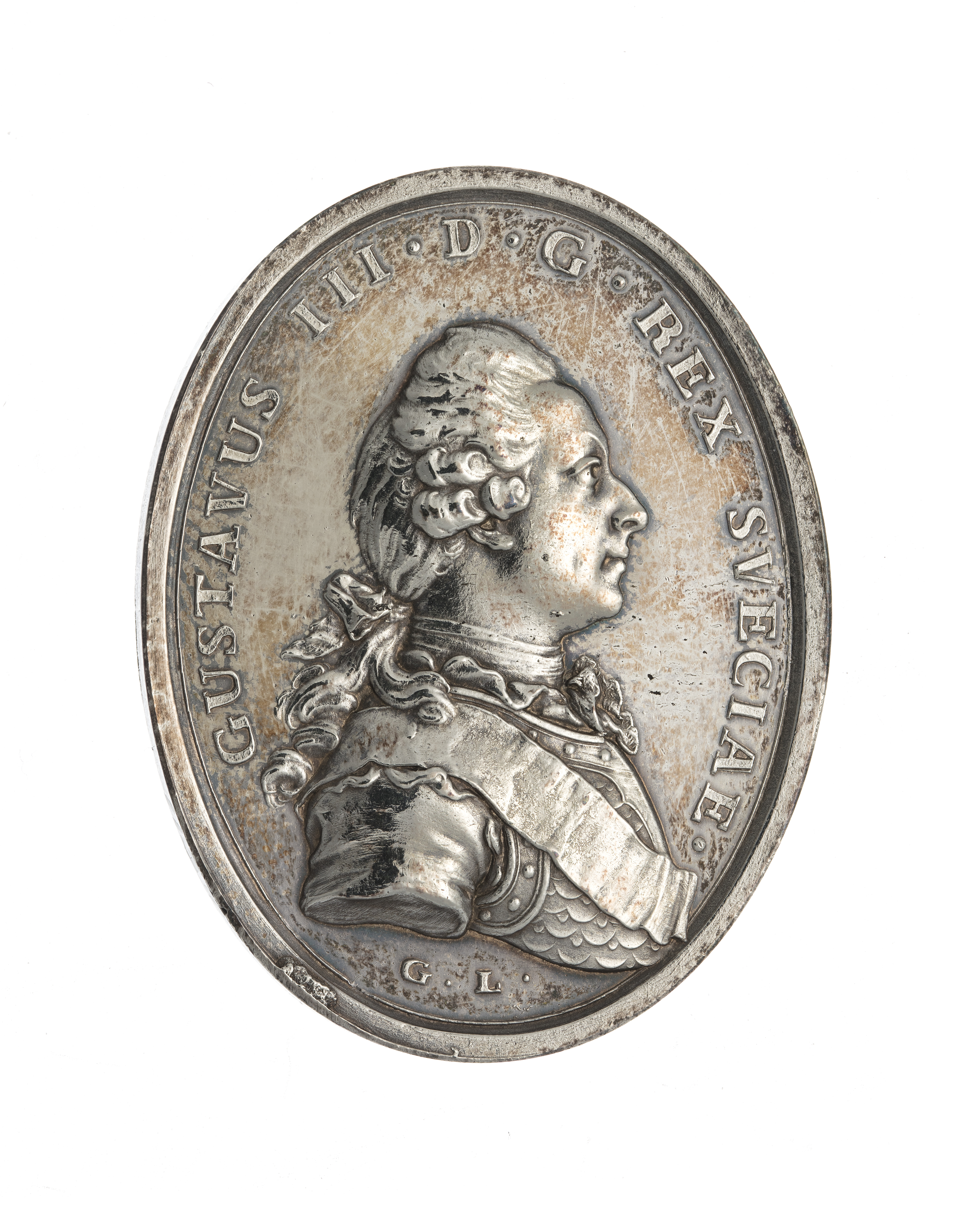
Revolutionsmedaljens avers
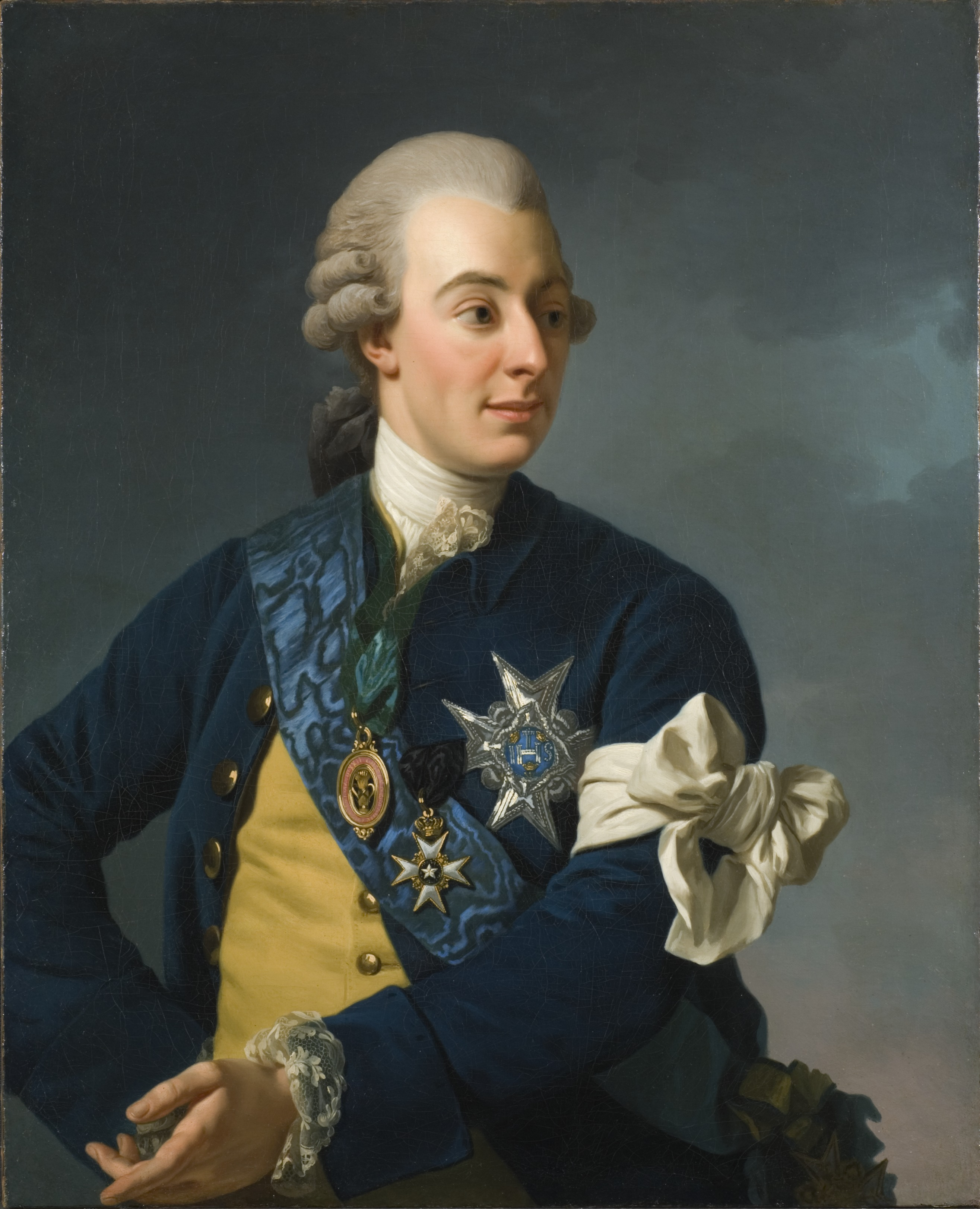
Gustav III i revolutionsuniformen
Armbindel hörande till Gustav III:s revolutionsdräkt buren den 19 augusti 1772.
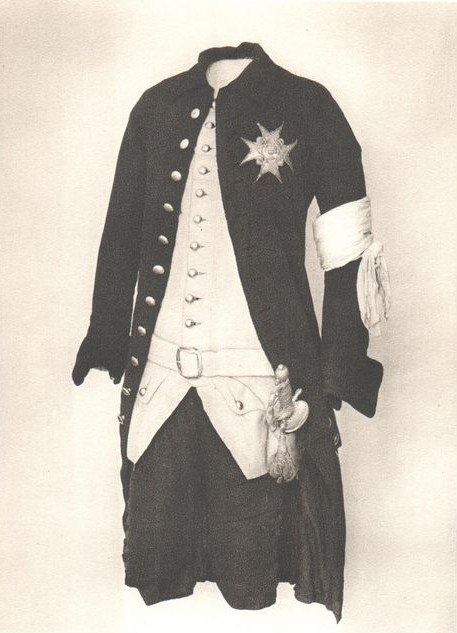
Den livdrabantsuniform som Gustav III bar den 19 augusti 1772, med den vita armbindel som blev symbol för de kungatrogna
Värjan Gustav III bar vid revolutionen
Svenskt arbete från 1772 eller tiden strax efter, utförd till minne av konung Gustav III:s statsvälvning 19 augusti 1772, samt nya regeringsformens antagande två dagar därefter.